# 活在當下 (歌曲)
活在當下是斯洛維尼亞音樂組合Joker Out的歌曲。由扎爾科·白（Žarko Pak）、納斯·喬丹（Nace Jordan）、尤雷·馬切克（Jure Maček）、博揚·茨維蒂恰寧（Bojan Cvjetićanin）、克里斯·古斯丁（Kris Guštin）和楊·佩特（Jan Peteh）共同創作，於2023年2月4日透過維珍唱片和藝術家服務發行單曲。歌曲代表斯洛文尼亚參與2023年在英国利物浦舉辦的2023年欧洲歌唱大赛，Joker Out最終以78分獲得比賽第21名。

## 製作與發行
活在當下於德國的錄音室錄製，扎爾科·白（Žarko Pak）、納斯·喬丹（Nace Jordan）、尤雷·馬切克（Jure Maček）、博揚·茨維蒂恰寧（Bojan Cvjetićanin）、克里斯·古斯丁（Kris Guštin）和楊·佩特（Jan Peteh）等人共同詞曲創作，歌曲採用斯洛文尼亚语演唱，每分鐘132拍，以升f小調創作。這是首独立摇滚歌曲，有著溫順的即興段落（Riff）和洗腦的「哇哇」合唱。歌名是段拉丁語格言，意思為採擷今日、活在當下。
斯洛維尼亞廣播電視台於2023年2月4日公布歌曲，並在該國黃金時段舉行特別節目首度公開現場演出。除了活在當下外，組合還演唱4首之前的斯洛維尼亞代表作品。為了讓大家能夠了解歌曲，組合於3月31日發行英語版。

## 歐洲歌唱大賽

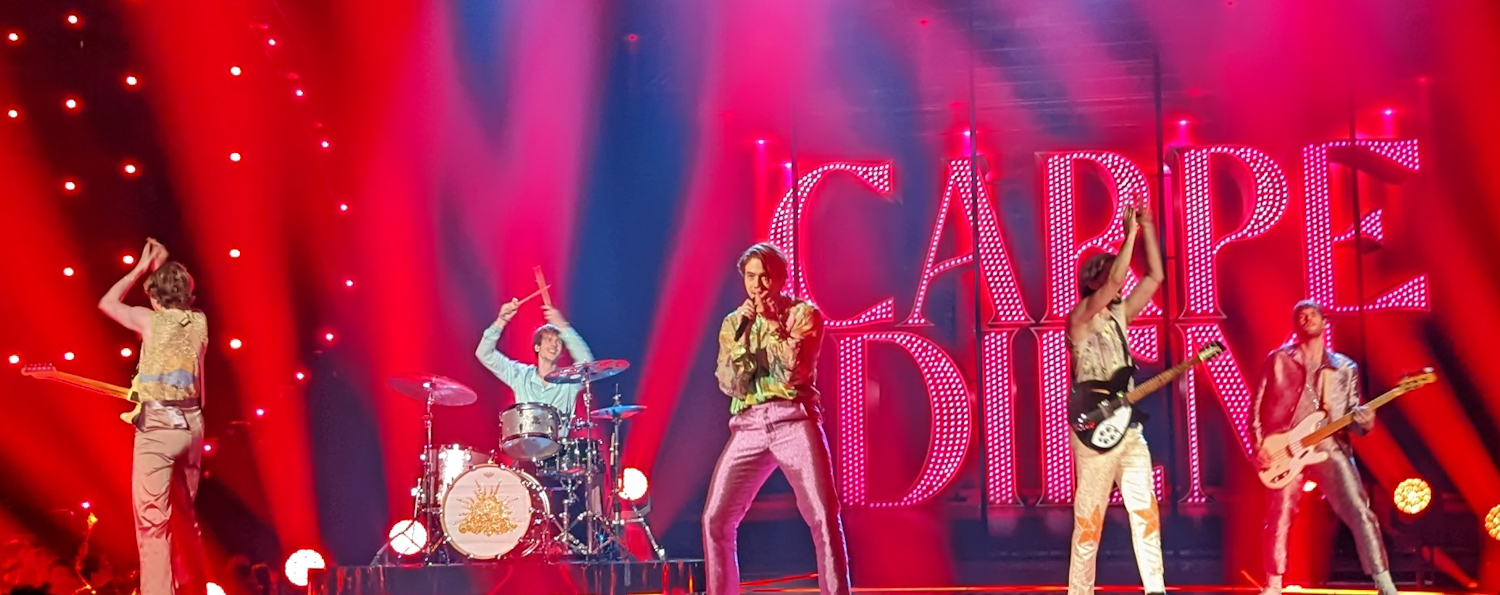
Joker Out在2023年歐洲歌唱大賽

本屆歐洲歌唱大賽於英国利物浦利物浦體育館舉行，經過「半決賽分配抽籤」，Joker Out被安排在2022年5月11日的第二場半決賽（Semi-final 2），是第10位演出者。成員們穿著鮮豔的衣服在舞台上演出，身後的巨大螢幕映照著歌名。澳大利亚广播公司表示只有兩個字能形容這場演出－「可愛」。義大利雜誌的編輯卡拉·魯赫塔寧（Kara Luhtanen）喜歡團隊造型上那些令人想起70年代的時髦花朵印花。
以103分的成績拿下第二場半決賽第5名，成功晉升決賽。決賽於5月13日舉行，組合被安排在第24位演出。最終以評審得分33分，觀眾得分45分，合計得分78分排在2023年歐洲歌唱大賽第21名。

## 專業評價
瑞典《每日新闻报》將本作評選為「第二場半決賽之五大矚目歌曲」之一，記者漢娜·法爾稱讚這是首不錯的獨立搖滾甚至是今晚最好的作品之一。。美国娱乐网站的強·歐布萊恩（Jon O'Brien）評選本作為「2023年度最佳歐洲歌唱大賽歌曲」第8名，他認為棱角的吉他和獨立迪斯可般的節奏讓他們從一眾舞曲流行脫穎而出。
挪威《每日雜誌報》給予4/6分，評論表示這是最適合比賽的搖滾曲目。Wiwibloggs的內部評審團給予歌曲7.75/10分，評審團稱憑藉精湛的吉他演奏和鼓聲為另類搖滾帶來新意，男孩們有著些許的英倫流行風味，他們溫柔又輕鬆，但卻在舞台上釋出足夠的精力。可儘管如此，歌曲過於慢熱總讓演出少了些什麼。英国广播公司的馬克·薩維奇（Mark Savage）批評歌曲過目即忘，並表示這也許是世人縱容魔力紅的報應。

## 參與名單
來源：Qobuz
- 陶德·伯克（Todd Burke） – 製作人、母帶工程、錄音室人員
- 扎爾科·白（Žarko Pak） – 作曲、製作人、混音工程、錄音室人員
- 納斯·喬丹（Nace Jordan） – 作曲、貝斯、聯合演出
- 尤雷·馬切克（Jure Maček） – 作曲、鼓、打擊樂器、聯合演出
- Joker Out – 主藝人
- 博揚·茨維蒂恰寧（Bojan Cvjetićanin） – 主唱、聯合演出、作詞作曲
- 克里斯·古斯丁（Kris Guštin） – 作曲、吉他、背景和聲、聯合演出-
- 楊·佩特（Jan Peteh） – 作曲、吉他、聯合演出-

## 榜單表現
| 排行榜（2023年）                         | 排名 |
| ---------------------------------------- | ---- |
| 克羅埃西亞（《告示牌》）                 | 14   |
| 芬蘭（芬蘭官方單曲榜）                   | 12   |
| 希臘（國際唱片業協會希臘分會國際單曲榜） | 68   |
| 冰島（Plötutíðindi）                     | 31   |
| 立陶宛（AGATA）                          | 4    |
| 荷蘭（榜外單曲榜）                       | 15   |
| 波蘭（波蘭百大串流榜）                   | 40   |
| 瑞典（瑞典每周热歌榜）                   | 4    |